# Rokytnice (district de Přerov)
Pour les articles homonymes, voir Rokytnice.
Rokytnice (en allemand : Roketnitz) est une commune du district de Přerov, dans la région d'Olomouc, en République tchèque. Sa population s'élevait à 1 523 habitants en 2020.

## Géographie
Rokytnice se trouve à 4,5 km à l'ouest-nord-ouest du centre de Přerov, à 17,5 km au sud-est d'Olomouc et à 224 km à l'est-sud-est de Prague.
La commune est limitée par Kokory au nord, par Přerov à l'est et au sud, et par Troubky au sud-ouest et par Císařov et Brodek u Přerova à l'ouest.

## Histoire
La première mention écrite de la localité date de 1348.

## Transports
Par la route, Rokytnice se trouve à 5 km de Přerov, à 20 km d'Olomouc, à 45 km de Zlín et à 281 km de Prague.